# Кубок вызова ЕКВ среди женщин 2007/2008
1-й розыгрыш Кубка вызова ЕКВ среди женщин (36-й с учётом Кубка обладателей кубков и Кубка топ-команд) проходил с 24 ноября 2007 по 16 марта 2008 года. Со старта турнира в нём принимали участие 30 клубных команд из 25 стран-членов Европейской конфедерации волейбола. Со 2-го раунда к соревнованиям подключились ещё 15 команд, выбывших из 1/16 финала розыгрыша Кубка ЕКВ. Победителем стала турецкая команда «Вакыфбанк Гюнеш» (Стамбул).
Кубок вызова ЕКВ был преобразован из Кубка топ-команд и получил третий по значимости статус (после Лиги чемпионов и Кубка ЕКВ) среди европейских континентальных клубных турниров.

## Команды-участницы (с 1-го раунда)
| Страна     | Команда                                   |
| ---------- | ----------------------------------------- |
| Австрия    | «Фабасофт» (Линц)                         |
| Албания    | «Теута» (Дуррес)                          |
| Беларусь   | «Коммунальник» (Могилёв)                  |
| Беларусь   | «Неман» (Гродно)                          |
| Болгария   | «Славия» (София)                          |
| Венгрия    | «Бетонут-НРК» (Ньиредьхаза)               |
| Венгрия    | «ТЕВА-Гёдёллё» (Гёдёллё)                  |
| Германия   | «Дрезднер» (Дрезден)                      |
| Греция     | «Олимпиакос» (Пирей)                      |
| Испания    | «Отель Кантур» (Лас-Пальмас)              |
| Италия     | «Минетти» (Имола)                         |
| Кипр       | «Анортосис» (Фамагуста)                   |
| Кипр       | АЭЛ (Лимасол)                             |
| Польша     | «Мушинянка-Факро» (Мушина)                |
| Россия     | «Казаночка» (Казань)                      |
| Румыния    | «Уник» (Пьятра-Нямц)                      |
| Румыния    | «Штиинца» (Бакэу)                         |
| Сербия     | «Раднички» (Белград)                      |
| Словения   | «Нова-КБМ-Браник» (Марибор)               |
| Словения   | ТПВ (Ново-Место)                          |
| Турция     | «Вакыфбанк Гюнеш» (Стамбул)               |
| Украина    | «Орбита» (Запорожье)                      |
| Финляндия  | «Ванайян РК» (Хямеэнлинна)                |
| Франция    | «Безье» (Безье)                           |
| Хорватия   | «Шибеник» (Шибеник)                       |
| Черногория | «Лука Бар» (Бар)                          |
| Чехия      | «Кралово Поле» (Брно)                     |
| Швейцария  | «Канти» (Шаффхаузен)                      |
| Шотландия  | «Трун Престуик энд Эр» (Трун/Престуик/Эр) |
| Эстония    | «Виймси Мильстранд» (Виймси)              |

## Система проведения розыгрыша
С первого раунда в розыгрыше участвуют 30 команд. Во всех стадиях турнира применяется система плей-офф, то есть команды делятся на пары и проводят между собой по два матча с разъездами. Победителем пары выходит команда, одержавшая две победы. В случае равенства побед назначается «золотой» сет (до 15 очков), победивший в котором выходит в следующую стадию турнира.
Победители четвертьфинальных серий выходят в финальный этап, который проводится в формате «финала четырёх» (два полуфинала и два финала — за 3-е и 1-е места).
После 1-го раунда со стадии 1/16 финала к 16 оставшимся клубам присоединились 15 команд, выбывших из 1/16 финала Кубка ЕКВ.

## 1-й раунд
ноябрь—декабрь 2007
 «Бетонут-НРК» (Ньиредьхаза) —  «Вакыфбанк Гюнеш» (Стамбул)
24 ноября. 1:3 (25:19, 11:25, 21:25, 21:25).
1 декабря. 0:3 (18:25, 11:25, 18:25).
 «Неман» (Гродно) —  «Безье»
25 ноября. 0:3 (20:25, 21:25, 15:25).
1 декабря. 0:3 (17:25, 21:25, 19:25).
 «ТЕВА-Гёдёллё» (Гёдёллё) —  «Канти» (Шаффхаузен)
24 ноября. 0:3 (17:25, 17:25, 23:25).
1 декабря. 1:3 (16:25, 19:25, 25:20, 21:25).
 «Коммунальник» (Могилёв) —  «Трун Престуик энд Эр» (Трун/Престуик/Эр)
25 ноября. 3:0 (25:5, 25:17, 25:20).
1 декабря. 3:0 (25:6, 25:11, 25:6).
 «Минетти» (Имола) свободна от игр.
 «Мушинянка-Факро» (Мушина) —  «Лука Бар» (Бар)
24 ноября. 3:0 (25:17, 25:13, 25:12).
2 декабря. 3:0 (25:8, 25:19, 25:16).
 «Кралово Поле» (Брно) —  «Олимпиакос» (Пирей)
24 ноября. 1:3 (19:25, 25:14, 15:25, 17:25).
1 декабря. 0:3 (17:25, 9:25, 21:25).
 АЭЛ (Лимасол) —  «Теута» (Дуррес)
24 ноября. 3:2 (25:16, 18:25, 28:26, 24:26, 15:5).
1 декабря. 3:2 (25:20, 25:18, 18:25, 18:25, 15:13).
 «Виймси Мильстранд» (Виймси) —  «Отель Кантур» (Лас-Пальмас)
25 ноября. 2:3 (12:25, 25:21, 25:23, 23:25, 5:15).
1 декабря. 0:3 (13:25, 15:25, 20:25).
 «Славия» (София) —  «Фабасофт» (Линц)
24 ноября. 3:0 (26:24, 25:22, 27:25).
1 декабря. 2:3 (25:6, 22:25, 25:21, 20:25, 14:16). «Золотой» сет — 15:13.
 «Раднички» (Белград) —  «Дрезднер» (Дрезден)
24 ноября. 2:3 (25:20, 25:20, 23:25, 16:25, 13:15).
1 декабря. 2:3 (23:25, 25:22, 11:25, 25:23, 9:15).
 «Ванайян РК» (Хямеэнлинна) —  ТПВ (Ново-Место)
24 ноября. 0:3 (17:25, 20:25, 17:25).
1 декабря. 0:3 (17:25, 14:25, 19:25).
 «Штиинца» (Бакэу) —  «Анортосис» (Фамагуста)
25 ноября. 3:0 (25:15, 26:24, 25:22).
1 декабря. 3:0 (25:14, 25:19, 25:11).
 «Нова-КБМ-Браник» (Марибор) —  «Орбита» (Запорожье)
24 ноября. 3:0 (25:16, 25:17, 25:17).
1 декабря. 3:0 (25:22, 25:17, 25:14).
 «Шибеник» —  «Уник» (Пьятра-Нямц)
24 ноября. 0:3 (12:25, 15:25, 12:25).
1 декабря. 0:3 (14:25, 20:25, 10:25).
 «Казаночка» (Казань) свободна от игр.
К вышедшим по итогам 1-го раунда в 1/16 финала присоединились команды, выбывшие на стадии 1/16 из розыгрыша Кубка ЕКВ 2007/08:
| «Шпаркассе-Вилдкатс» (Клагенфурт) «Рабита» (Баку) «Гент» «Панатинаикос» (Афины) «Хольте» «Универсидад де Бургос» (Бургос) АЭК (Ларнака) «Лонга’59» (Лихтенворде) | «Мадейра» (Фуншал) «Рибейренше» (Лажиш-ду-Пику) «Динамо» (Бухарест) «ДИО Каршияка» (Измир) «Альби» «Младост» (Загреб) «Франш-Монтань» (Сеньлежье) |

## 1/16 финала
декабрь 2007
 «Гент» —  «Вакыфбанк Гюнеш» (Стамбул)
15 декабря. 0:3 (20:25, 15:25, 15:25).
22 декабря. 0:3 (17:25, 22:25, 13:25).
 «Младост» (Загреб) —  «Безье»
15 декабря. 3:0 (25:23, 26:24, 25:23).
22 декабря. 0:3 (16:25, 22:25, 21:25). «Золотой» сет — 11:15.
 «Динамо» (Бухарест) —  «Канти» (Шаффхаузен)
15 декабря. 3:0 (25:15, 25:22, 25:19).
22 декабря. 1:3 (31:29, 19:25, 25:27, 20:25). «Золотой» сет — 16:14.
 «Коммунальник» (Могилёв) свободен от игр.
 «Альби» —  «Минетти» (Имола)
15 декабря. 1:3 (14:25, 25:22, 20:25, 17:25).
23 декабря. 0:3 (18:25, 16:25, 9:25).
 «Шпаркассе-Вилдкатс» (Клагенфурт) —  «Мушинянка-Факро» (Мушина)
16 декабря. 0:3 (20:25, 23:25, 21:25).
22 декабря. 0:3 (21:25, 13:25, 14:25).
 «Мадейра» (Фуншал) —  «Олимпиакос» (Пирей)
15 декабря. 0:3 (25:27, 14:25, 17:25).
22 декабря. 0:3 (17:25, 21:25, 17:25).
 «Рабита» (Баку) —  АЭЛ (Лимасол)
16 декабря. 3:0 (25:23, 25:18, 25:16).
21 декабря. 3:2 (25:22, 25:18, 26:28, 16:25, 15:8).
 АЭК (Ларнака) —  «Отель Кантур» (Лас-Пальмас)
15 декабря. 0:3 (8:25, 8:25, 19:25).
22 декабря. 0:3 (10:25, 12:25, 4:25).
 «ДИО Каршияка» (Измир) —  «Славия» (София)
16 декабря. 3:0 (25:16, 25:23, 25:23).
23 декабря. 3:0 (25:13, 25:13, 26:24).
 «Универсидад де Бургос» (Бургос) —  «Дрезднер» (Дрезден)
16 декабря. 1:3 (18:25, 24:26, 25:23, 18:25).
22 декабря. 0:3 (15:25, 23:25, 20:25).
 «Панатинаикос» (Афины) —  ТПВ (Ново-Место)
15 декабря. 3:0 (26:24, 25:20, 25:21).
22 декабря. 3:0 (25:17, 25:18, 29:27).
 «Франш-Монтань» (Сеньлежье) —  «Штиинца» (Бакэу)
16 декабря. 1:3 (25:23, 17:25, 19:25, 12:25).
22 декабря. 0:3 (22:25, 18:25, 18:25).
 «Рибейренше» (Лажиш-ду-Пику) —  «Нова-КБМ-Браник» (Марибор)
16 декабря. 1:3 (25:21, 19:25, 16:25, 15:25).
21 декабря. 0:3 (14:25, 21:25, 18:25).
 «Лонга’59» (Лихтенворде) —  «Уник» (Пьятра-Нямц)
15 декабря. 1:3 (21:25, 22:25, 25:19, 22:25).
22 декабря. 1:3 (23:25, 20:25, 25:20, 22:25).
 «Хольте» —  «Казаночка» (Казань)
15 декабря. 0:3 (18:25, 16:25, 18:25).
22 декабря. 0:3 (9:25, 14:25, 13:25).

## 1/8 финала
январь 2008
 «Вакыфбанк Гюнеш» (Стамбул) —  «Безье»
24 января. 3:0 (25:16, 25:17, 25:13).
30 января. 3:1 (22:25, 25:14, 25:15, 25:17).
 «Динамо» (Бухарест) —  «Коммунальник» (Могилёв)
24 января. 3:0 (25:16, 25:17, 25:8).
30 января. 3:2 (22:25, 25:12, 18:25, 25:18, 15:12).
 «Мушинянка-Факро» (Мушина) —  «Минетти» (Имола)
24 января. 2:3 (18:25, 22:25, 25:23, 25:17, 11:15).
31 января. 0:3 (19:25, 9:25, 13:25).
 «Олимпиакос» (Пирей) —  «Рабита» (Баку)
23 января. 3:0 (25:15, 25:22, 25:10).
31 января. 3:0 (25:19, 25:17, 25:19).
 «ДИО Каршияка» (Измир) —  «Отель Кантур» (Лас-Пальмас)
23 января. 2:3 (19:25, 25:15, 20:25, 27:25, 12:15).
30 января. 1:3 (25:21, 12:25, 22:25, 15:25).
 «Панатинаикос» (Афины) —  «Дрезднер» (Дрезден)
23 января. 1:3 (21:25, 25:20, 19:25, 18:25).
30 января. 1:3 (23:25, 18:25, 26:24, 21:25).
 «Штиинца» (Бакэу) —  «Нова-КБМ-Браник» (Марибор)
24 января. 3:0 (30:28, 25:21, 25:16).
30 января. 3:1 (25:18, 25:16, 19:25, 25:18).
 «Уник» (Пьятра-Нямц) —  «Казаночка» (Казань)
24 января. 3:1 (25:23, 25:15, 19:25, 25:23).
31 января. 2:3 (24:26, 26:24, 15:25, 26:24, 11:15). «Золотой» сет — 15:10.

## Четвертьфинал
февраль 2008
 «Вакыфбанк Гюнеш» (Стамбул) —  «Динамо» (Бухарест)
13 февраля. 3:0 (25:22, 25:15, 25:11).
20 февраля. 3:1 (15:25, 25:19, 25:9, 26:24).
 «Минетти» (Имола) —  «Олимпиакос» (Пирей)
13 февраля. 3:0 (25:22, 25:21, 25:17).
21 февраля. 3:0 (25:23, 25:10, 25:20).
 «Отель Кантур» (Лас-Пальмас) —  «Дрезднер» (Дрезден)
13 февраля. 3:0 (25:16, 25:18, 26:24).
20 февраля. 2:3 (20:25, 25:20, 25:22, 20:25, 6:15). «Золотой» сет — 7:15.
 «Штиинца» (Бакэу) —  «Уник» (Пьятра-Нямц)
14 февраля. 3:0 (25:21, 25:22, 25:18).
21 февраля. 2:3 (19:25, 26:24, 31:33, 25:21, 11:15). «Золотой» сет — 15:12.

## Финал четырёх
15—16 марта 2008.  Бурса.
Участники:
 «Вакыфбанк Гюнеш» (Стамбул) 

 «Дрезднер» (Дрезден)

 «Минетти» (Имола)

 «Штиинца» (Бакэу)

### Полуфинал
15 марта
 «Вакыфбанк Гюнеш» —  «Дрезднер»
3:0 (25:16, 25:23, 25:14).
 «Минетти» —  «Штиинца»
3:1 (25:21, 20:25, 25:21, 25:17).

### Матч за 3-е место
16 марта
 «Дрезднер» —  «Штиинца»
3:1 (25:20, 25:22, 22:25, 25:18).

### Финал
16 марта
 «Вакыфбанк Гюнеш» —  «Минетти»
3:2 (17:25, 25:18, 26:28, 25:11, 15:5). Отчёт

### Итоги

#### Положение команд
| «Вакыфбанк Гюнеш» (Стамбул) |
| «Минетти» (Имола)           |
| «Дрезднер» (Дрезден)        |
| 4. «Штиинца» (Бакэу)        |

#### Призёры
«Вакыфбанк Гюнеш» (Стамбул): Дениз Четинсарач, Гёзде Кырдар, Нихан Гюнейлигиль, Айсун Озбек, Аннерис Варгас Вальдес. Арзу Гёллю, Риикка Лехтонен, Елена Гасуха, Бахар Токсой, Джерен Менгюч, Сильвия Роль, Дуйгу Бал. Главный тренер — Клаудио Лопес Пиньейро.
  «Минетти» (Имола): Ивана Чурчич, Кати Радцувайт, Мануэла Леджери, Стефания Далль’Инья, Валерия Дзанин, Соня Перкан, Дарина Мифкова, Матеа Икич, Стефания Пакканьелла, Валентина Тироцци, Моника Де Дженнаро, Ромина Бертоне. Главный тренер — Витторио Кардоне.
  «Дрезднер» (Дрезден): Марен фон Рёмер, Фридерике Тиме, Стефани Карг, Керстин Черлих, Анне, Маттес, Стефани Кестнер, Николе Шрёбер, Корина Сушке, Грит Мюллер, Хайке Байер, Анна Новаковская, Яна Гериш. Главный тренер — Арнд Людвиг.

#### Индивидуальные призы
MVP: Айсун Озбек («Вакыфбанк Гюнеш»)
Лучшая нападающая: Риикка Лехтонен («Вакыфбанк Гюнеш»)
Лучшая блокирующая: Аннерис Варгас («Вакыфбанк Гюнеш»)
Лучшая связующая: Арзу Гюллю («Вакыфбанк Гюнеш»)
Лучшая либеро: Нихан Гюнейлигиль («Вакыфбанк Гюнеш»)
Лучшая на подаче: Мануэла Леджери («Минетти»)
Лучшая на приёме: Моника Де Дженнаро («Минетти»)
Самая результативная: Елена Гасуха («Вакыфбанк Гюнеш»)